# Classe Daphné
La classe Daphné è stata una classe di sottomarini d'attacco a propulsione convenzionale, di concezione francese, costruita tra il 1958 e il 1970 per la Marine nationale e per l'esportazione. Essi erano qualificati all'epoca di "sottomarini ad alte prestazioni da 800 tonnellate" (in francese: " sous-marins à hautes performances de 800 tonnes ").

## Caratteristiche storia
Riprendendo le caratteristiche relative all'apparato propulsivo, al rilevamento, alla silenziosità e alla maneggevolezza degli Aréthuse, dei quali essi erano in qualche sorta una estrapolazione, le specifiche di questi sottomarini oceanici mettevano l'accento sulla profondità d'immersione (300 m) e su l'armamento (12 tubi lancia siluri da 550 mm (8 tubi a prua con siluri lunghi e 4 tubi a poppa con siluri corti)); ma essi non potevano ricaricare i tubi in mare.
Essi sono stati modernizzati a partire dal 1971 per ricevere il sonar DUUA2B (da cui un bulbo di prua più grande) e la DLTD3A per permettere il lancio dei siluri guidati F17.
Sugli 11 sottomarini costruiti per le forze sottomarine della Marine nationale, 8 sono stati costruiti negli arsenali della DCN di Cherbourg e di Brest e 3 nei cantieri Dubigeon a Nantes.
Un numero importante di avarie si sono verificate a bordo di questi sottomarini, e in particolare due incidenti che causarono la perdita dei sottomarini Minerve e Eurydice :
- il 27 gennaio 1968, il Minerve scompariva a sud-est del capo Sicié (Var), a 1.500/2.000 metri di profondità facendo 52 vittime. Il suo relitto è stato localizzato a luglio del 2019, al largo della città di Tolone ad una profondità di 2370 metri.
- il 4 marzo 1970, l'Euridice scompariva al largo di Saint-Tropez, facendo 57 vittime. Il relitto sarà localizzato ed esplorato, nell'aprile 1970, a 750 metri di profondità.

Le cause di questi due incidenti non sono mai state chiaramente identificate.
Diverse marine straniere si dimostrarono interessate a questa classe di sottomarini e l'acquistarono:
- 4 unità furono ordinate dal Portogallo nel 1964, di cui una, la Cachalote (S165), che sarà rivenduta al Pakistan e prenderà il nome di Ghazi (S134).
- 4 unità furono ordinate anche dalla Spagna nel 1965 che furono costruite in Spagna a Cartagena con l'assistenza francese.
- 3 unità furono ordinate da Pakistan nel 1966. Tra questi 3 sottomarini, l'Hangor (S131) fu il solo di questa classe che effettuò un'azione di guerra, il 3 dicembre 1971, silurando e affondando la fregata indiana Khukri, una Type 14 di costruzione britannica.
- 3 unità furono ordinate dal Sudafrica nel 1967.

## Sottomarini
| Nome                                       | In servizio           | Disarmato             | Note                                       |
| Marine nationale (11)                      | Marine nationale (11) | Marine nationale (11) | Marine nationale (11)                      |
| ------------------------------------------ | --------------------- | --------------------- | ------------------------------------------ |
| Daphné (S641)                              | 1964                  | 1989                  |                                            |
| Diane (S642)                               | 1964                  | 1987                  |                                            |
| Doris (S643)                               | 1964                  | 1996                  |                                            |
| Eurydice (S644)                            | 1964                  | 1970                  | perduto in un incidente il 4 marzo 1970    |
| Flore (S645)                               | 1964                  | 1989                  |                                            |
| Galatée (S646)                             | 1964                  | 1993                  |                                            |
| Minerve (S647)                             | 1964                  | 1968                  | perduto in un incidente il 27 gennaio 1968 |
| Junon (S648)                               | 1966                  | 1996                  |                                            |
| Vénus (S649)                               | 1966                  | 1990                  |                                            |
| Psyché (S650)                              | 1969                  | 1998                  |                                            |
| Sirène (S651)                              | 1970                  | 1997                  |                                            |
| Marinha Portuguesa (4) - classe Albacora   |                       |                       |                                            |
| Albacora (S163)                            | 1967                  | 2000                  |                                            |
| Barracuda (S164)                           | 1968                  | 2010                  |                                            |
| Cachalote (S165)                           | 1969                  | 1975                  | venduto al Pakistan                        |
| Delfim (S166)                              | 1969                  | 2005                  |                                            |
| Armada Española (4) - classe Delfín o S-60 |                       |                       |                                            |
| Delfín (S61)                               | 1973                  | 2003                  | trasformato in nave museo                  |
| Tonina (S62)                               | 1973                  | 2005                  |                                            |
| Marsopa (S63)                              | 1975                  | 2006                  |                                            |
| Narval (S63)                               | 1975                  | 2003                  |                                            |
| Pak Bahr'ya (3+1)                          |                       |                       |                                            |
| PNS Hangor (S131)                          | 1970                  | 2006                  |                                            |
| PNS Shushuk (S132)                         | 1970                  | 2006                  |                                            |
| PNS Mangro (S134)                          | 1970                  | 2006                  |                                            |
| PNS Ghazi (S134)                           | 1975                  | 2006                  | ex Cachalote (S165) portoghese             |
| South African Navy (3)                     |                       |                       |                                            |
| SAS Maria Van Riebeeck (S97)               | 1970                  | 2003                  | rinominato SAS Spear                       |
| SAS Emily Hobhouse (S98)                   | 1970                  | 2003                  | rinominato SAS Umkhonto                    |
| SAS Joanna Van de Merwe (S99)              | 1971                  | 2003                  | rinominato SAS Assegai                     |